# Greatest Hits 2011
Greatest Hits 2011 er det første studiealbum fra rapperen KIDD. Albummet kom på gaden den 5. oktober 2011 og indeholder bl.a. singlerne "Ik' lavet penge" og "Uhh det er så svært at være så god". Albummet fik blandt andet fin kritik i Politiken.

## Spor
| #  | Titel                                         | Længde |
| -- | --------------------------------------------- | ------ |
| 1. | "Skit#1 ("Kysset med Jamel" - akustisk)"      | 1:46   |
| 2. | "Ik' lavet penge"                             | 3:35   |
| 3. | "Groupies" (featuring TopGunn)                | 4:09   |
| 4. | "Skit#2 (Grime Shit)"                         | 1:00   |
| 5. | "5 om morgenen" (featuring TopGunn, Skørmand) | 3:31   |
| 6. | "Evig kærlighed"                              | 3:32   |
| 7. | "Okay" (featuring Honey)                      | 3:35   |
| 8. | "Uhh det er så svært at være så god"          | 3:52   |
| 9. | "Skit#3"                                      | 0:40   |